# Jambu gujański
Jambu gujański (Jambu lesleyae) – gatunek pająka z rodziny ptasznikowatych.

## Taksonomia
Gatunek ten opisany został po raz pierwszy w 2011 roku przez Raya Gabriela na łamach „Journal of the British Tarantula Society” pod nazwą Hapalopus lesleyae. Jako lokalizację typową wskazano górę Kenainia w Amatuk w Gujanie. Epitet gatunkowy nadano na cześć Lesleya Hedickera, który brał udział w badaniach. Do rodzaju Jambu takson ten przeniesiony został w 2024 roku przez Danniellę Sherwood i współpracowników.

## Morfologia
Jedynym opisanym okazem jest samiec o ciele długości 18,5 mm przy karapaksie długości 7,5 mm i szerokości 7,1 mm. Ubarwienia ma brązowe. Karapaks cechuje się brakiem znaków, niską częścią głowową oraz głęboką, poprzeczną jamką. Oczy pary przednio-środkowej leżą bardziej z tyłu niż przednio-bocznej, a tylno-środkowej nieco bardziej z przodu niż tylno-bocznej. Szczęki mają między 60 a 80 kuspuli. Odnóża pierwszej pary samców mają silnie zesklerotyzowane haki (apofizy) o dwóch zbieżnych gałęziach, z których tylno-boczna jest większa niż przednio-boczna. Biodra i krętarze pozbawione są włosków strydulacyjnych. Wierzch opistosomy (odwłoka) ma sześć par ciemnych łat malejących ku tyłowi. Kądziołki przędne pary środkowo-bocznej są jednoczłonowe, a tylno-bocznej trójczłonowe.
Nogogłaszczki samca cechują się dużą, trójkątnie zakończoną apofizą parameboliczną, brakiem górnego kila prolateralnego oraz niewyraźnie wykształconym lub zanikłym dolnym kilem prolateralnym.

## Rozprzestrzenienie
Pajęczak neotropikalny, endemiczny dla Gujany, znany wyłącznie z lokalizacji typowej.